# Vävarkarda

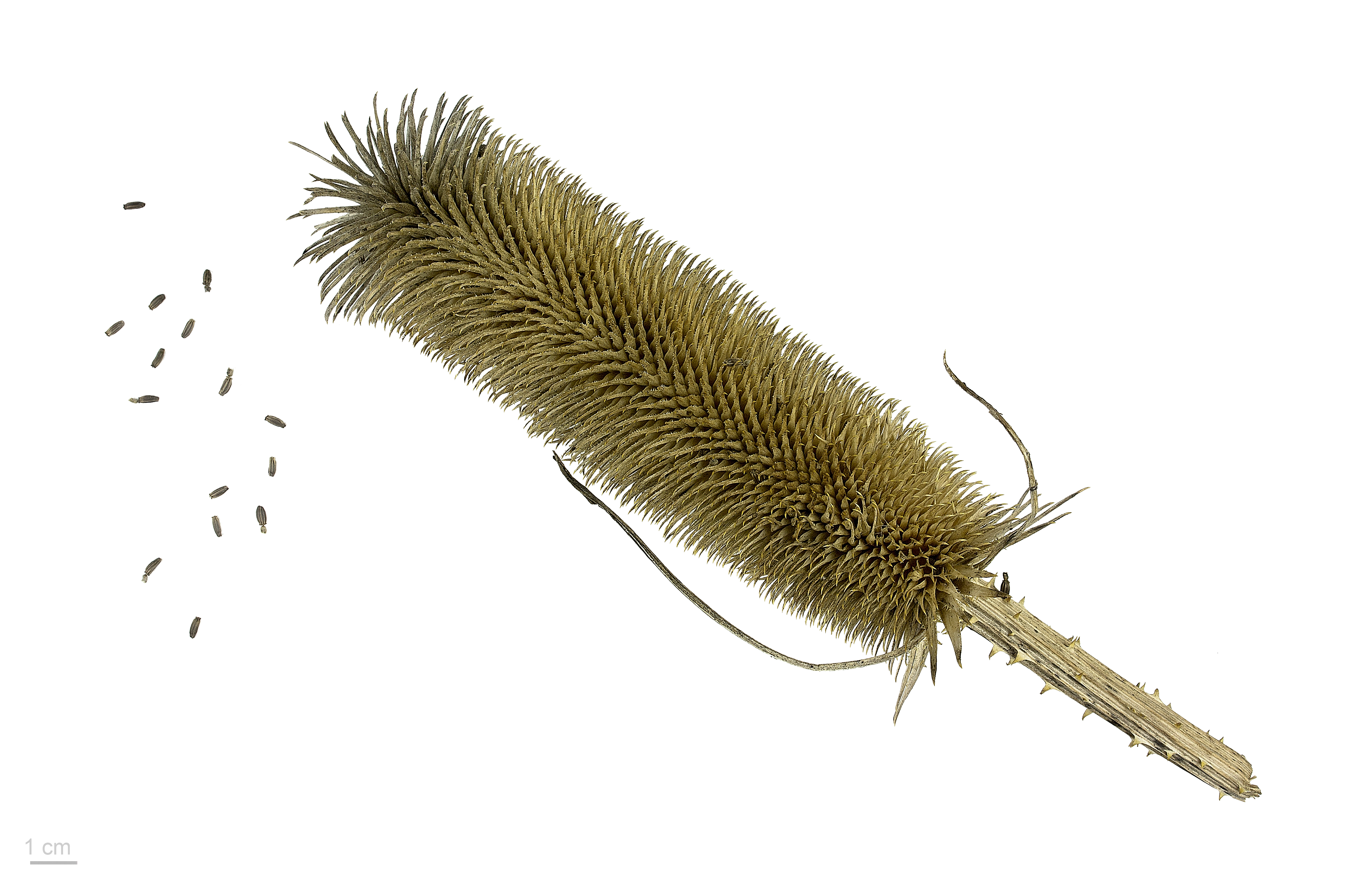
Dipsacus sativus

Vävarkarda (Dipsacus sativus) är en växtart i familjen väddväxter.